# Мартинюк Петро Пилипович
Петро́ Пили́пович Мартиню́к (23 серпня 1922, Роговичі (тепер Локачинського району) — 5 червня 2020, Володимир-Волинський) — український громадський та військовий діяч, ветеран УПА. Кавалер державного ордена «За мужність» 3 ступеня (2009), кавалер ордена Володимира Великого 3 ступеня, від 22 серпня 2012 року — почесний громадянин Володимира-Волинського.
Станичний Володимир-Волинської міськрайонної організації Братства ветеранів ОУН-УПА Волинського краю імені полковника Клима Савура.

## Біографія
Закінчив чотирикласну школу, відвідував польську 7-класну в Локачах. 1940 року вступив до Львівського технікуму — на факультет автотракторної механіки.
1942 року — шофер «повстанського кооперативу», працював з поляком Микулічем. Згодом йому довірили відділ пропаганди в районі — займався до 1943 року, перевозили заборонену агітаційну ОУНівську літературу.
1943 року вступає до лав Української повстанської армії.
22 червня 1943 — бій в Мочалках — зі сторони Луцька наближався німецький гарнізон із завданням спалити кілька сіл навкруж Мочалок: крім старшинського вишколу, тут розташовувалася сотня Чайковського. В сусідньому селі — Вовчак — була збудована інфраструктура для підтримки армії УПА. До бою стали 43 повстанці. Зустріли німців в полі, мали кулемет «Максим», два німецькі МГ-42, 6 кулеметів Дегтярьова та 2 кулемети Токарєва. Бій тривав дві години, Мартинюк поранений в ногу, з 43-х вояків загинуло повстанців, 9 були важко поранені.
Після цього бою не був здатний воювати. 3 місяці ходив на двох милицях, лікувався по хатах або в землянках.
По одужанню працює у референтурі — пошук та мобілізація кадрів для Української повстанської армії.

### Совєцький полон
На Новий 1945 рік заарештований радянськими органами, відвезли в управління контррозвідки до Харкова.
Допити з катуваннями тривали три місяці. Етапований в Норильськ, там відбув 10 років. По закінченні терміну додали ще 5. Брав участь в Норильському повстанні.
Після відсидки 15 років повернувся в Володимир-Волинський. Його двоюрідний брат правдами й неправдами зумів прописати.
Працював на новозбудованому цукровому заводі слюсарем, а потім завідувачем механічної майстерні на заводі. Згодом — старший майстер із ремонту обладнання у механічному відділі.

### Після звільнення України
У кінці 1980-х — в складі Руху. Був учасником підняття українських прапорів у багатьох містах, організовував мітинги.
Обраний головою Братства УПА Володимир-Волинського району.
За його ініціативи поставили пам'ятний знак воякам УПА у Володимирі.
Нагороджений державними орденами. 22 серпня 2012 року Петру Пилиповичу Мартинюку було присвоєне звання почесного громадянина міста Володимира-Волинського.
19 серпня 2016 року був нагороджений Відзнакою Президента України — ювілейна медаль «25 років незалежності України» — за значні особисті заслуги у становленні незалежної України, утвердженні її суверенітету та зміцненні міжнародного авторитету, вагомий внесок у державне будівництво, соціально-економічний, культурно-освітній розвиток, активну громадсько-політичну діяльність, сумлінне та бездоганне служіння Українському народу
Помер Петро Пилипович Мартинюк 5 червня 2020 року у Володимирі-Волинському.

## Родина
Проживав у Володимирі-Волинському з дружиною Ольгою Тимофіївною — теж колишньою бранкою «гулагів». Після 10 років таборів Петро Мартинюк знайшов Ольгу та, як і обіцяв, одружився. Дружина померла в 2017 році.